# Velika Marišta
Velika Marišta (izvirno srbsko Велика Маришта) je naselje v Srbiji, ki upravno spada pod Občino Mionica; slednja pa je del Kolubarskega upravnega okraja.

## Demografija
V naselju živi 226 polnoletnih prebivalcev, pri čemer je njihova povprečna starost 41,1 let (41,6 pri moških in 40,6 pri ženskah). Naselje ima 82 gospodinjstev, pri čemer je povprečno število članov na gospodinjstvo 3,56.
To naselje je, glede na rezultate popisa iz leta 2002, večinoma srbsko, a v času zadnjih 3 popisov je opazen porast števila prebivalcev.
|  |

| Demografija | Demografija     | Demografija     |
| Leto        | Št. prebivalcev | Št. prebivalcev |
| ----------- | --------------- | --------------- |
|             |                 |                 |
|             |                 |                 |
|             |                 |                 |
|             |                 |                 |
| 1948        | 342             |                 |
| 1953        | 348             |                 |
| 1961        | 279             |                 |
| 1971        | 252             |                 |
| 1981        | 253             |                 |
| 1991        | 276             | 274             |
| 2002        | 296             | 292             |
|             |                 |                 |

| Etnična sestava po popisu iz leta 2002 | Etnična sestava po popisu iz leta 2002 | Etnična sestava po popisu iz leta 2002 | Etnična sestava po popisu iz leta 2002 | Etnična sestava po popisu iz leta 2002 |
| -------------------------------------- | -------------------------------------- | -------------------------------------- | -------------------------------------- | -------------------------------------- |
| Srbi                                   | Srbi                                   |                                        | 249                                    | 85,27%                                 |
| Romi                                   | Romi                                   |                                        | 40                                     | 13,69%                                 |
| Hrvati                                 | Hrvati                                 |                                        | 1                                      | 0,34%                                  |
| Neznano                                | Neznano                                |                                        | 1                                      | 0,34%                                  |